# Каракаш, Николай Карпович
Николай Карпович Каракаш (1900 — 1971) — российский и советский теннисист, тренер по теннису. Заслуженный тренер РСФСР.

## Биография
Родился в 1900 году. В юношеском возрасте начал играть в теннис. В течение многих лет занимался тренерской деятельностью, также выступал на соревнованиях в качестве спортивного арбитра. В 1938 году получил звание судьи всесоюзной категории.
Занимал пост председателя Всесоюзного тренерского совета с 1952 по 1958 год. Также был членом классификационной комиссии Федерации тенниса СССР в 1958—1971 гг.
В 1967 году за свои успехи в деле подготовке выдающихся спортсменов был удостоен почётного звания «Заслуженный тренер РСФСР».
Тренировал спортсменов в тандеме с заслуженным тренером РСФСР Т. Н. Дубровиной, которая в 1960-70-е года была тренером в ДСО «Буревестник» и в ЦСКА. Вместе они подготовили большое количество теннисистов различного уровня. Среди их подопечных — чемпион Спартакиады народов ССР Б. Боровский, а также бронзовый призёр Чемпионата СССР С. Севастьянова и чемпион СССР среди юношей И. Всеволодов.
Умер в 1971 году. Похоронен на Армянском кладбище в Москве.